# Деветнаеста српска бригада НОВЈ
Деветнаеста српска бригада је формирана 12. јуна 1944. у селу Горња Јошаница. Језгро за формирање бригаде чинио је 1. батаљон, који је у ову бригаду упућен из 16. српске бригаде. Овај топлички батаљон је формиран 2. маја 1944, у селу Рашевац, а налазио се у саставу Јастребачког партизанског одреда. Када је 5. маја 1944. формирана 16. расинска бригада, чији су батаљони узети из Расинског партизанског одреда, овај топлички батаљон је из Топлице упућен у расинску бригаду, као њен четврти батаљон. Пошто је формација 16. бригаде брзо напредовала, топлички батаљон враћен је ради формирање нове, 19. бригаде.
Цео свој ратни пут 19. бригада провела је у саставу 25. српске дивизије. Током јула и првих дана августа бригада је била захваћена операцијама Трумпф и Керхаус. Након њиховог неуспеха, 25. дивизија је у августу прешла у источну Србију.
Током септембра и октобра учествовала је, најпре самостално, а од 23. септембра у садјеству са 75. стрељачким корпусом Црвене армије, у борбама против немачких снага у североисточној Србији.
1. октобра бројно стање бригаде износило је 1.004 бораца, а након ослобођења источне Србије бригада је попуњена преко формацијски предвиљеног стања, па је почетком новембра бројала 4.579 бораца.
Након сређивања, у другој половини новембра и првој половини децембра, бригада је у саставу дивизије учествовала у завршним борбама на Краљевачком мостобрану. Након гфорсирања Дрине, учествовала је у борбама на Мајевици, и у оштрим борбама за Власеницу и у доњем току Босне.
Након наступања у склопу завршен офанзиве, бригада је последњу борбу водила за Самобор 9. маја 1945.
Током једанаестомесечног ратног пута, Деветнаеста српска бригада претрпела је губитке од преко 1100 погинулих. Секција бораца бригаде прикупила је за монографију бригаде имена 1107 погинулих, умрлих и несталих бораца током рата.